# China Wharf

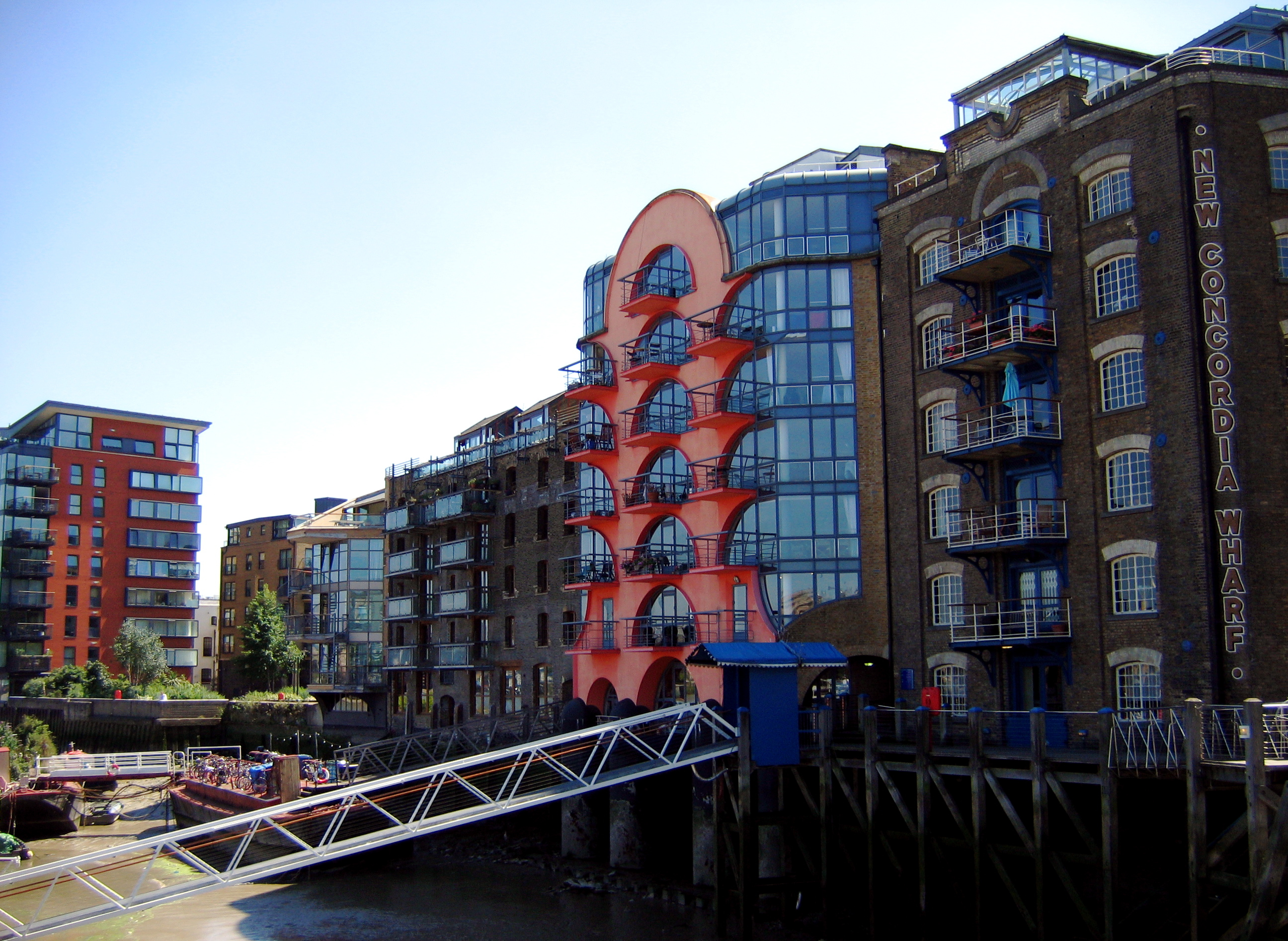
Průčelí budovy s okolní zástavbou.

China Wharf je budova na Zákonném seznamu budov zvláštního architektonického nebo historického významu (Grade II). Nachází se v Londýně, místní části Bermondsey, na adrese Mill Street 29. Postmoderní stavba vznikla v letech 1982 až 1983 podle návrhu architekta Pierse Gougha ze studia CZWG. Vznikla v rámci rozsáhlého projektu přestavby a modernizace doků v Bermondsey.
Šestipatrová budova je nápadná především díky sytě červenému průčelí, které mělo evokovat čínskou pagodu. Slouží především jako byty. Zapsána byla z důvodu použití postmoderních principů v unikátní oblasti břehu řeky Temže.